# 児玉啓
児玉 啓（こだま けい、1978年3月9日 - ）は、日本の元女優。スリーサイズは、82/58/84。趣味は、ビデオ鑑賞。2004年以降は芸能活動を行っていない。

## 出演作品

### 映画
- ROCKERS（2003年）

### ゲーム
- SIREN（2003年） - 恩田美奈・恩田理沙 役[1]